# Diaphanosoma chankensis
Diaphanosoma chankensis är en kräftdjursart som beskrevs av Ueno 1939. Diaphanosoma chankensis ingår i släktet Diaphanosoma och familjen Sididae. Inga underarter finns listade i Catalogue of Life.